# Baltzar August Carl von Nieroth
Baltzar August Carl von Nieroth (fil), född 27 december 1767 på Utby kaptensboställe i Hjärtums socken, Bohuslän, död 14 oktober 1842 på Hjällo i Fågelås socken, Västergötland, var en svensk friherre, militär och ämbetsman.

## Biografi
Baltzar August Carl von Nieroth var son till ryttmästaren Ernst Ludvig Jacob Reinhold von Nieroth från Rügen som inträtt i svensk tjänst och Maria Stappelt från Pommern. von Nieroth blev furir vid Skaraborgs regemente 1783, fänrik 1785, stabsadjutant hos fältmarskalken friherre Per Scheffer 1788 och konstituerad kapten i armén 1789. Han gick 1790 i rysk tjänst och blev flygeladjutant hos furst Potemkin, rysk premiärmajor och erhöll den ryska utmärkelsen Ismailskorset. Han återkom sedan i svensk tjänst som kapten vid Göta livgarde och major i armén 1792. Han blev överadjutant hos konungen 1795, generaladjutant av flygeln samt överstelöjtnant i armén 1796, placemajor i Stockholm och adjutant hos generalinspektören över infanteriet 1796, samt utnämndes till överstelöjtnant vid Närkes och Värmlands regemente 1803.
Nieroth blev vice landshövding i Västernorrlands län 1805 och var landshövding där 1807–1817. Han förflyttades då till Östergötlands län, där han var landshövding 1817–1826. På grund av anklagelser mot honom om tjänstefel och oegentligheter var han under 1822 tjänstledig medan Göta hovrätt synade anklagelserna.
Han var ståthållare på Linköpings och Vadstena slott 1818–1826. Nieroth adlades 1818 och utnämndes till friherre samma år, samt utnämndes till riddare av Svärdsorden 1796 och till kommendör av Nordstjärneorden 1811.